# Yuka Ōnishi
Pour les articles homonymes, voir Onishi.
 (septembre 2024).
La mise en forme du texte ne suit pas les recommandations de Wikipédia : il faut le « wikifier ».
Les points d'amélioration suivants sont les cas les plus fréquents. Le détail des points à revoir est peut-être précisé sur la page de discussion.
- Les titres sont pré-formatés par le logiciel. Ils ne sont ni en capitales, ni en gras.
- Le texte ne doit pas être écrit en capitales (les noms de famille non plus), ni en gras, ni en italique, ni en « petit »…
- Le gras n'est utilisé que pour surligner le titre de l'article dans l'introduction, une seule fois.
- L'italique est rarement utilisé : mots en langue étrangère, titres d'œuvres, noms de bateaux, etc.
- Les citations ne sont pas en italique mais en corps de texte normal. Elles sont entourées par des guillemets français : « et ».
- Les listes à puces sont à éviter, des paragraphes rédigés étant largement préférés. Les tableaux sont à réserver à la présentation de données structurées (résultats, etc.).
- Les appels de note de bas de page (petits chiffres en exposant, introduits par l'outil «  Source ») sont à placer entre la fin de phrase et le point final[comme ça].
- Les liens internes (vers d'autres articles de Wikipédia) sont à choisir avec parcimonie. Créez des liens vers des articles approfondissant le sujet. Les termes génériques sans rapport avec le sujet sont à éviter, ainsi que les répétitions de liens vers un même terme.
- Les liens externes sont à placer uniquement dans une section « Liens externes », à la fin de l'article. Ces liens sont à choisir avec parcimonie suivant les règles définies. Si un lien sert de source à l'article, son insertion dans le texte est à faire par les notes de bas de page.
- La présentation des références doit suivre les conventions bibliographiques. Il est recommandé d'utiliser les modèles {{Ouvrage}}, {{Chapitre}}, {{Article}}, {{Lien web}} et/ou {{Bibliographie}}. Le mode d'édition visuel peut mettre en forme automatiquement les références.
- Insérer une infobox (cadre d'informations à droite) n'est pas obligatoire pour parachever la mise en page.

Pour une aide détaillée, merci de consulter Aide:Wikification.
Si vous pensez que ces points ont été résolus, vous pouvez retirer ce bandeau et améliorer la mise en forme d'un autre article.
Yuka Ōnishi (ou Onishi, Ohnishi, Oonishi ; 大西結花, Ōnishi Yuka), est une actrice, chanteuse et idol japonaise, née le 6 juillet 1968 à Toyonaka, dans la préfecture d'Osaka.
Elle est notamment connue en Occident pour son rôle dans la série télévisée Sukeban Deka III en 1987 et les films associés.

## Filmographie

### Films
- Typhoon Club (台風クラブ?) (1985)
- Be Free! (1986)
- Sukeban Deka (スケバン刑事?) (1987)
- Sukeban Deka: Kazama San Shimai no Gyakushu (スケバン刑事 風間三姉妹の逆襲?) (1988)
- Dotei monogatari 4... (童貞物語4 ボクもスキーにつれてって?) (1989)
- Muma (夢魔?) (1994)
- Nemureru bijo (眠れる美女?) (1995)
- Kunoichi ninpo cho: Ninja tsukikage sho (くノ一忍法帖 忍者月影抄?) (1996)
- On'na kai gekijō-ban (女飼い・劇場版?) (1996)
- Kattonbi Gorō (かっ鳶五郎?) (1997)
- Otokomae nihon'ichi no gaka ni nattaru (男前 日本一の画家になったる!?) (2005)
- Cool Dimension (クール・ディメンション?) (2006)
- Hakenjikô (ハケンジコウ?) (2007)
- Keitai Kareshi (携帯彼氏?) (2009)
- Gekijouban Myûzu no kagami: My Pretty Doll (劇場版 ミューズの鏡〜マイプリティドール〜?) (2012)
- Kiri: Shokugyo Koroshiya Gaidan (職業・殺し屋。」外伝?) (2015)

## Photobooks
- Hitomi ni Scandal (瞳にスキャンダル?) (1987)
- Wakuwaku Yuka rando (ワクワク結花ランド?) (1988)
- Amai yokan (甘い予感?) (1991)
- Kohakushoku no monologue (琥珀色のモノローグ?) (1992)
- Mythology 1992 〜 shōjo no hitomi wa eien ni (マイソロジー1992〜少女の瞳は永遠に?) (1992)
- Flore (+FLORE+?) (1995)
- Tōno fuyu (遠野 冬?) (1999)

## Livre
- Sekirara (セキララ?) (1999)